# 古古利
古古利（Ghughuli），是印度北方邦Maharajganj县的一个城镇。总人口10312（2001年）。

## 人口
该地2001年总人口10312人，其中男性5273人，女性5039人；0—6岁人口1900人，其中男946人，女954人；识字率53.79%，其中男性为66.13%，女性为40.88%。